# 1995년 선댄스 영화제
제11회 선댄스 영화제는 1995년 1월 19일에 열린 시상식이다.

## 수상 및 후보

### 심사위원대상(미국 드라마)
- 맥멀렌가의 형제들 - 에드워드 번즈 수상
- 안젤라 - 레베카 밀러
- Coldblooded - 월레스 우로다스키
- 폴 타임 - Paul Warner
- Four Corners of Nowhere, The - Stephen Chbosky
- Girl in the Watermelon, The - Sergio M. Castilla
- 헤비 - 제임스 맨골드
- Homage - Ross Kagan Marks
- 망각의 삶 - 톰 디칠로
- Nadja - 마이클 알메레이다
- Naked Jane - Linda Kandel
- 뉴저지 드라이브 - 닉 고메즈
- Parallel Sons - 존 G. 영
- 파티 걸 - 데이지 본 쉐러 메이어
- 픽처 브라이드 - 카요 하타
- Postcards from America - Steve McLean
- 리듬 씨프 - 매튜 해리슨
- 이중 가면 - 톰 누난

### 심사위원대상(미국 다큐멘터리)
- 크럼 - 테리 즈위고프 수상
- 밸럿 메저 9 - 헤더 맥도널드
- 블랙 이즈... 블랙 에인트 - 마론 릭스
- Brian Wilson: I Just Wasn't Made for These Times - Don Was
- Complaints of a Dutiful Daughter - Deborah Hoffmann
- Diablo nunca duerme, El - Lourdes Portillo
- Dorothea Lange: A Visual Life - Meg Partridge
- Ecological Design: Inventing the Future - 브라이언 대니츠
- 주피터의 아내 - 마이클 네그로폰테
- Litany for Survival: The Life and Work of Audre Lorde, A - Michelle Parkerson
- No Loans Today - Lisanne Skyler
- Out of Ireland - Paul Wagner
- Teen Dreams - La Traun Parker 외 3인
- Tie-died: Rock 'n Roll's Most Deadicated Fans - Andrew Behar
- 언지프 - Douglas Keeve
- 웰 빌리 브로크 히스 헤드 - David E. Simpson 외 1인

### 각본상(미국 드라마)
- 망각의 삶 - 톰 디칠로 수상

### 심사위원특별상(미국 드라마)
- 헤비 - 제임스 맨골드 수상

### 심사위원특별상(미국 다큐멘터리)
- 리듬 씨프 - 매튜 해리슨 수상

### 심사위원특별상-앙상블연기
- 세일즈맨 앤 어더 어드벤처스 - 한나 웨이어 수상
- 톰스 프레쉬 - 제인 와그너 외 1인 수상

### 관객상 - 단편
- 픽처 브라이드 - 카요 하타 수상
- 밸럿 메저 9 - 헤더 맥도널드 수상
- 언지프 - Douglas Keeve 수상

### 필름메이커 트로피
- 안젤라 - 레베카 밀러 수상
- 블랙 이즈... 블랙 에인트 - 마론 릭스 수상

### 감독상
- 헤비 - 제임스 맨골드 수상
- 리듬 씨프 - 매튜 해리슨 수상

### 촬영상
- 크럼 - 메리스 알베르티 수상
- 안젤라 - 엘렌 쿠라스 수상

### 다큐멘터리편집상
- 주피터의 아내 - 마이클 네그로폰테 수상

### 표현의자유상
- 웰 빌리 브로크 히스 헤드 - Billy Golfus 수상

### 라틴아메리카영화대상
- 독수리는 날파리를 잡지 않는다 - 세르지오 카브레라 수상
- 딸기와 초콜릿 - 토마스 구티에레즈 알레아 수상

### 단편영화특별언급
- 노니 & 알렉스 - 토드 필드 수상
- 트레버 - 페기 라스키 수상